# Killin
Killin (Schots-Gaelisch: Cill Fhinn) is een dorp in Perthshire, in de Centrale Hooglanden van Schotland. Het ligt aan het westelijke uiteinde van Loch Tay in het raadsgebied van Stirling. Killin is een historisch beschermd dorp en het ligt in het Nationaal park Loch Lomond en de Trossachs. Het is de centrale nederzetting van de historische regio Breadalbane.
Killin staat bekend als een historisch belangrijk onderdeel van de Gàidhealtachd (het Schots-Gaelisch sprekende deel van Schotland) van Perthshire en als een centrum van natuur- en avontuurtoerisme.

## Locatie
Het westelijke deel van het dorp ligt rond de schilderachtige Falls of Dochart. Deze watervallen worden door een smalle stenen brug overbrugt waarover de hoofdweg A827 gaat die naar Killin voert. De hoofdstraat leidt vervolgens naar beneden richting het meer, naar de samenvloeiing van de rivieren Dochart en Lochay. De A827 biedt toegang vanuit het zuiden en westen. De reistijd vanaf Edinburgh en Glasgow is ongeveer 90 minuten. De A827 biedt ook toegang vanuit het noorden en oosten, zij het via een hoger gelegen landelijke route langs de rand van Loch Tay.
Killin ligt midden in de historische regio Breadalbane. De Schots-Gaelische naam voor deze regio is Bràghad Albainn, dat betekent "het hoge deel, of het bovenste deel van Schotland", een toepasselijke naam voor het gebied, aangezien het dorp omringd wordt door prominente en opvallende bergen, waaronder Meall nan Tarmachan en het Ben Lawers bergmassief.

## Etymologie
De naam Killin (Cill Fhinn), is Schots-Gaelisch en weerspiegelt de overheersende taal in het gebied gedurende het grootste deel van de geschreven geschiedenis. Het wordt soms vertaald als "mooie of witte kerk", maar ook als "Finn's kerk of cel". Deze laatste interpretatie houdt verband met de lokale legende dat Fingal, mythische held uit het gedicht van Ossian, begraven ligt in de heuvels die uitkijken over het dorp.

## Geschiedenis
De geschiedenis van Killin is oud en er is veel bewijs van prehistorische bewoning van het gebied, waaronder enkele crannogs, kunstmatige eilanden uit de ijzertijd, langs de oevers van Loch Tay. Een reconstructie kan worden bekeken in het Scottish Crannog Centre. Ander bewijs van prehistorische bewoning zijn onder andere de Kinnell Stone Circle, dicht bij het dorp, en de minder goed bewaarde overblijfselen van oude heuvelforten in het gebied.
Gedurende een periode in de geschiedenis was Killin een van de frontlinies in de oorlogen tussen de oorspronkelijke Picten van de Schotse Hooglanden en de binnenvallende Gaels uit Ierland, voordat ze verenigd werden onder Kenneth MacAlpin.
De Clan MacNab was hier ooit dominent en wordt al lang in verband gebracht met Killin. Hun oude begraafplaats bevindt zich nog steeds op Inchbuie in de rivier de Dochart, net onder de watervallen, en is toegankelijk vanaf de brug. Kinnell House was de zetel van de MacNabs. Op het terrein van het huis bevindt zich de goed bewaarde Kinnell Stone Circle. Ten noorden van het dorp liggen de ruïnes van het bolwerk van de Clan Campbell of Breadalbane, Finlarig Castle, met de bijbehorende kapel. De groeiende macht van de Campbells verdreef uiteindelijk de MacNabs, die Kinnell House verloren aan hun rivalen. In 1694 richtte Sir John Campbell van Glenorchy, 1st Earl of Breadalbane and Holland, Killin op als een Burgh of barony. In 1949 werden Kinnell House en zijn landgoed weer het eigendom van het hoofd van de Clan MacNab, maar in 1978 dwongen de successierechten de toenmalige chef, James Charles Macnab van Macnab, om het grootste deel van het landgoed te verkopen.
Het Killin-incident van 1749 vond plaats in augustus 1749 in de tumultueuze nasleep van de Jakobitische opstand van 1745. Twee mannen die naar believen hadden geplunderd in volledige Highland-kleding nadat de Dress Act 1746 het illegaal had gemaakt om het te dragen, waren gevangengenomen door soldaten van het Britse leger, maar een grote menigte zorgde voor hun vrijlating.
In 1767 publiceerde de minister van Killin, James Stuart, het eerste Nieuwe Testament in het Schots-Gaelisch.
Tegen het einde van de 18e eeuw was er een plaatselijke linnenindustrie. Vlas werd lokaal verbouwd, in kleine molens gesponnen en door thuiswevers tot linnen geweven. Tegenwoordig bedient Killin de lokale plattelandsgemeenschap en de groeiende toerisme- en vrijetijdsindustrie. Naast wandelen in het Ben Lawers National Nature Reserve en vissen op forel en zalm zijn er op Loch Tay ook diverse watersporten mogelijk. Veel lokale lokale gebouwen zijn bewaard gebleven of verbouwd, waardoor het dorp veel van zijn historische karakter heeft behouden.
Het 19e-eeuwse Moirlanich Longhouse in het nabijgelegen Glen Lochay is een zeldzaam overgebleven exemplaar van het Schotse langhuis met een cruck-frame en het is nu in het beheer van de National Trust for Scotland. Het voormalige Breadalbane Folklore Centre in de Victoriaanse molen bij de watervallen toont de 'genezende stenen' van Saint Fillan.
Tomnadashan Mine, een verlaten kopermijn met uitzicht op het dorp, wordt soms gezien als de plek van het Konijn van Caerbannog van Monty Python and the Holy Grail. Het nabijgelegen Glen Lochay is de locatie waar Richard Hannay, gespeeld door Robert Donat, naartoe gaat in de Alfred Hitchcock film The 39 Steps uit 1935.
Het treinstation van Killin lag aan de Killin Railway. Het treinstation werd officieel gesloten op 1 november 1965.

## Bezienswaardigheden en activiteiten
Killin is een uitvalsbasis voor verkenning van zowel de Schotse Hooglanden als Centraal-Schotland. Plaatsen als Oban en Glencoe in de hooglanden, marktstadjes Aberfeldy en Crieff, evenals steden en plaatsen van de Schotse Laaglanden, zoals Glasgow, Stirling, Perth, Dundee en Edinburgh, zijn allemaal op korte afstand te bereiken met de auto. In de directe omgeving is er ook veel te verkennen:
- Killin is een bekende basis voor bergwandelaars, gezien de centrale ligging en de nabijheid van verschillende munroes, waaronder de bergmassieven van Meall nan Tarmachan en Ben Lawers.
- Toerskiën is een populaire activiteit in de bergen van het gebied en Killin ligt op slechts ongeveer 40 minuten rijden van het Glencoe skigebied.
- Ben Lawers National Nature Reserve herbergt internationaal belangrijke voorbeelden van alpiene planten.
- In het Scottish Crannog Centre in Lochtayside staat een gereconstrueerde crannog, een kunstmatig eiland op palen, die inzicht geeft in de levens van prehistorische volkeren in het gebied.
- Kinnell Stone Circle staat op het terrein van Linnell House in Killin.
- De Falls of Dochart zijn een reeks stroomversnelling in de rivier de Dochart. Ze vormen het middelpunt van het dorp.
- De oude begraafplaats van de Macnab Clan bevindt zich op het eiland Inchbuie (Schots-Gaelisch: Innis Bhuidhe), dat te bereiken is via de brug over de Dochart bij de watervallen.
- Het Moirlanich Longhouse Museum in Killin biedt bezoekers inzicht in het leven in de hooglanden uit het verleden in een bewaard gebleven Longhouse.
- Glen Lyon ligt direct boven het dorp in het Loch Rannoch and Glen Lyon National Scenic Area.
- Natuurtoerisme is populair in het gebied, met soorten als rode eekhoorns, boommarters, otters, bevers, visarenden en zelfs Schotse wilde katten. In het nabijgelegen Dull worden Highland Safaris aangeboden.
- Het Firbush Outdoor Centre ligt een aantal kilometer ten oosten van Killin aan de oever van Loch Tay. Het is eigendom van en wordt beheerd door de Universiteit van Edinburgh en biedt een scala aan buitenactiviteiten en accommodaties.
- Killin Golf Club biedt een golfbaan met 9 holes.
- De Heart 200, een toeristische autoroute door Perthshire loopt door het dorp.
- De Rob Roy Way, een 127 km lang wandelpad, loopt door Killin.
- De National Cycle Route 7 loopt door het dorp.

## Evenementen
In het dorp zijn enkele jaarlijkse evenementen:
| Evenement                | Maand     | Beschrijving                                                                                               |
| ------------------------ | --------- | --- |
| New Year's Day ceilidh   | januari   | Een traditionele céilidh op 1 januari.                                                                     |
| Duck race                | april     | Een race met badeendjes op de rivier.                                                                      |
| Killin Music Festival    | juni      | Een jaarlijks muziekfestival.                                                                              |
| Killin Highland Games    | augustus  | Traditionele Highland Games met competities voor muziek, dans, kracht en atletiek.                         |
| Killin Agricultural Show | augustus  | Landbouwshow met onder andere een vogelverschrikkerwedstrijd.                                              |
| Killin 10K and 5K races  | september | Hardloopwedstrijd over 10 of 5 kilometer.                                                                  |
| Swim Loch Tay            | september | Een zwemwedstrijd in Loch Tay.                                                                             |
| Santa dash               | december  | Hardloopwedstrijd waar alle deelnemers zich verkleden als kerstman.                                        |
| 30/12 concert            | december  | Jaarlijks live concert op 30 december, vaak met populaire Schotse muziek.                                  |
| Hogmanay fireworks       | december  | Vuurwerkshow op de Dochart Bridge om middernacht ter ere van Hogmanay, de Schotse viering van Oud & Nieuw. |

## Galerij

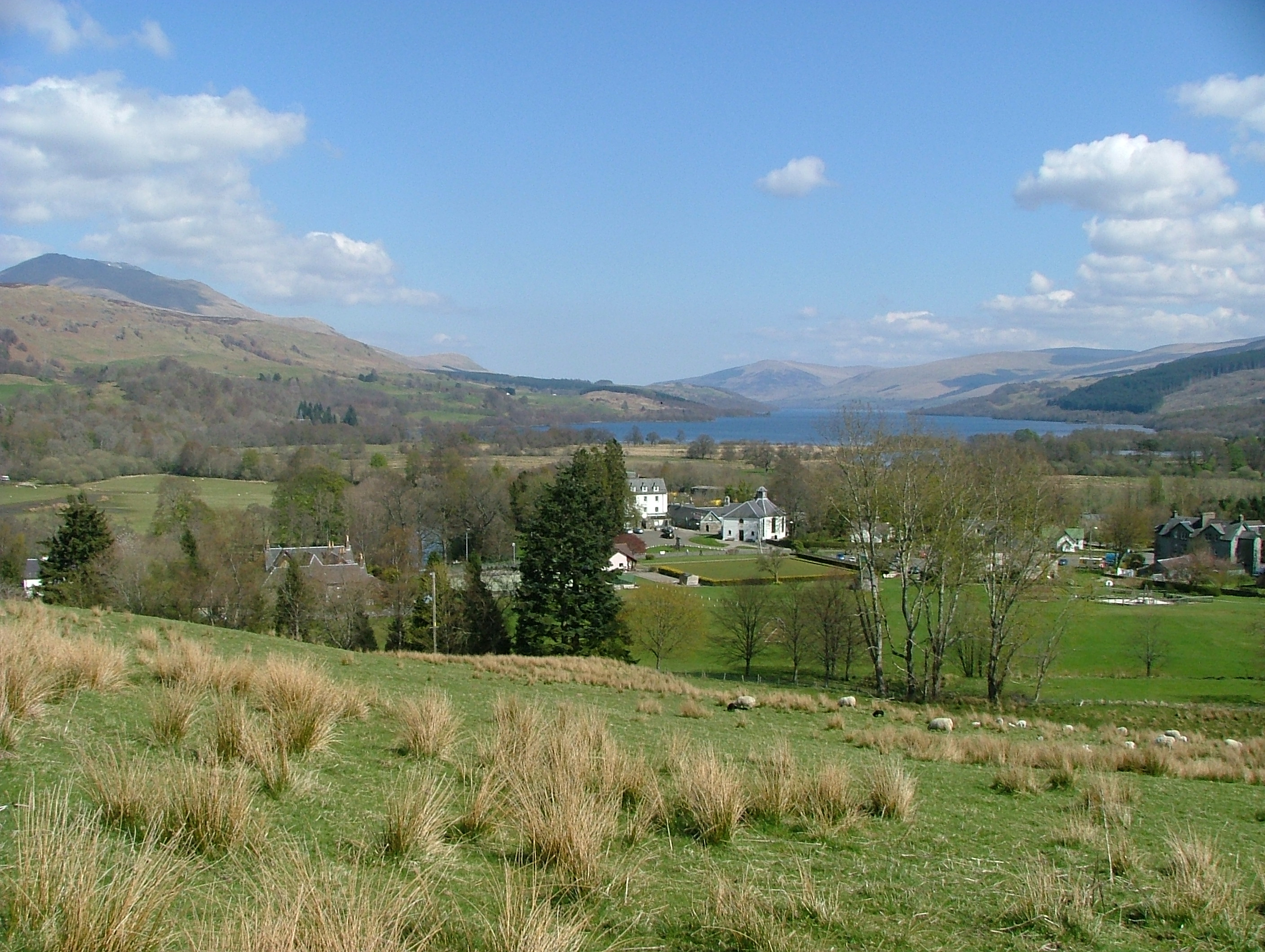
Loch Tay, Killin met Ben Lawers aan de linkerkant.
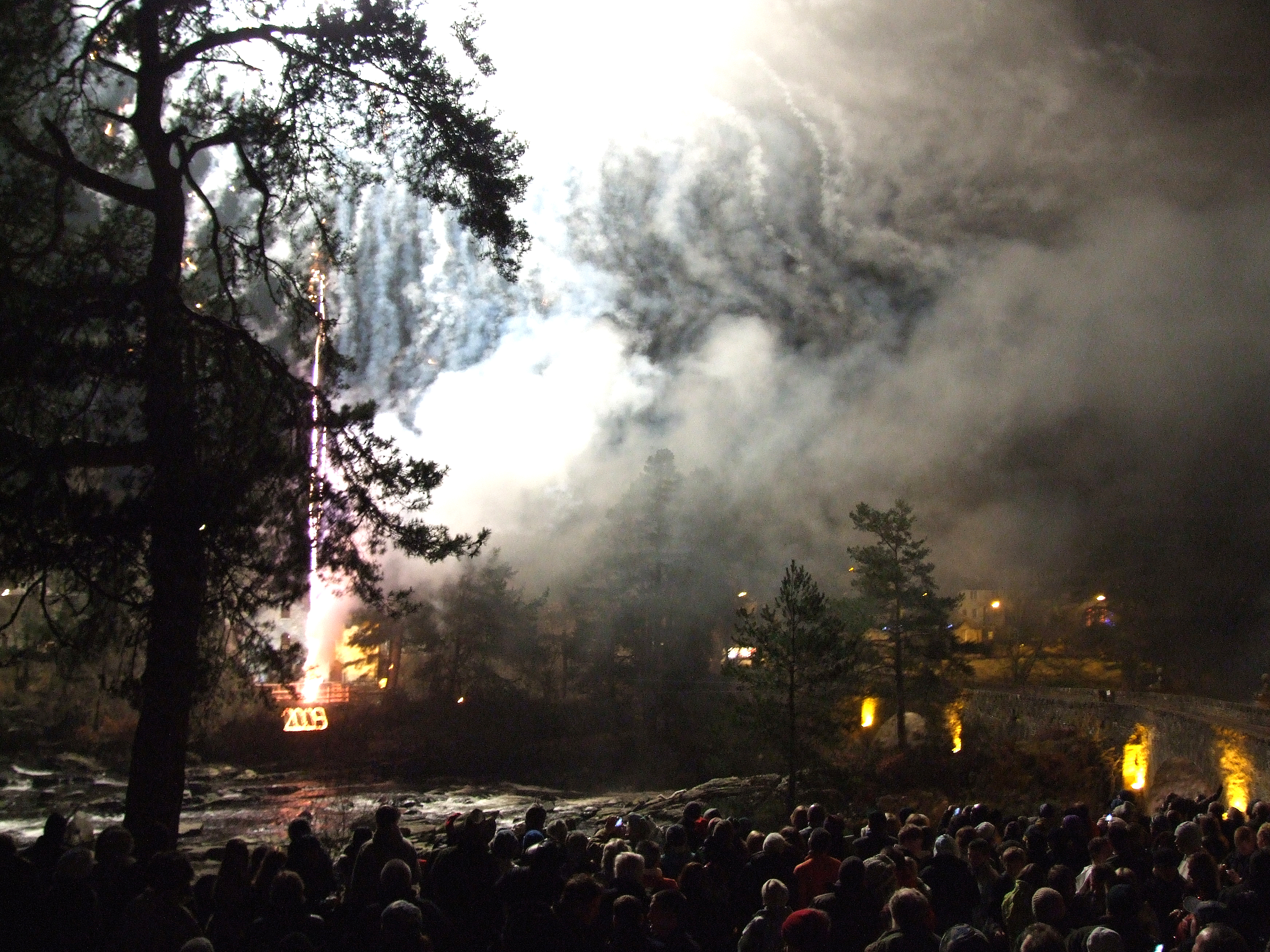
Hogmanay vuurwerkviering op de Bridge of Dochart, Killin.
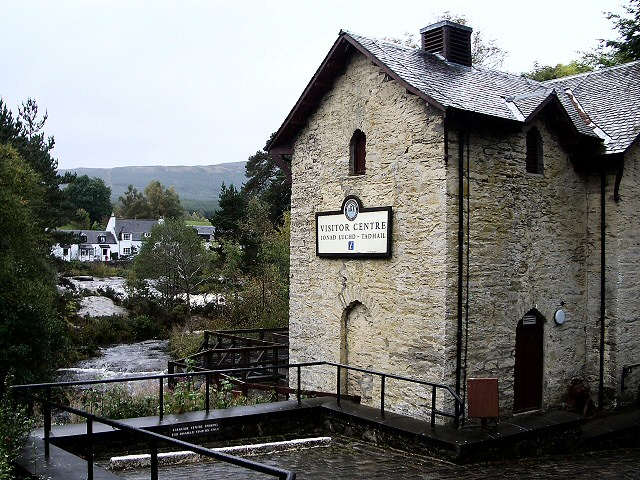
Breadalbane Visitor Centre, nu de Killin Water Mill, uitkijkend over de Falls of Dochart.
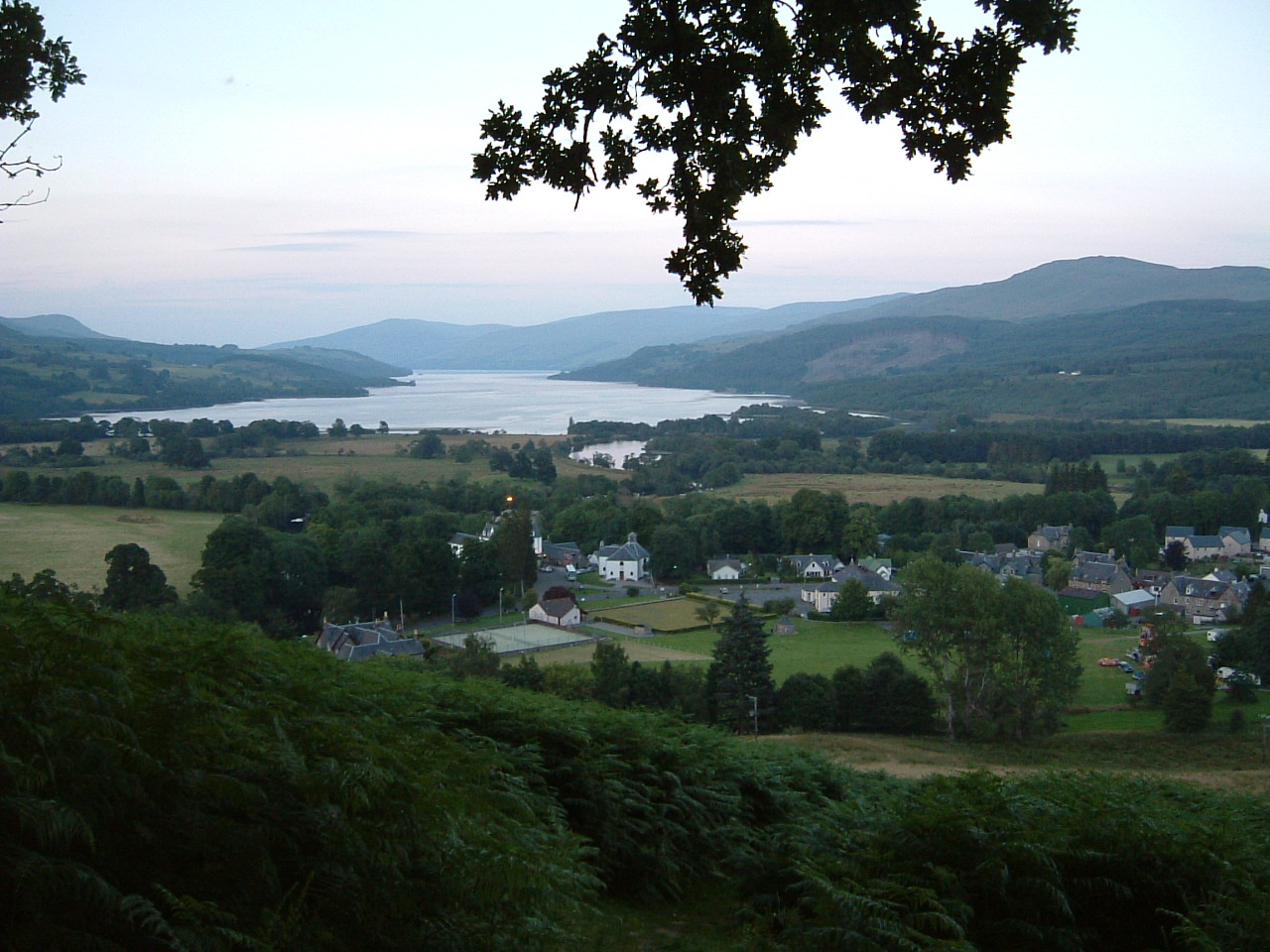
Killin en Loch Tay vanaf Sron a Chlachain.
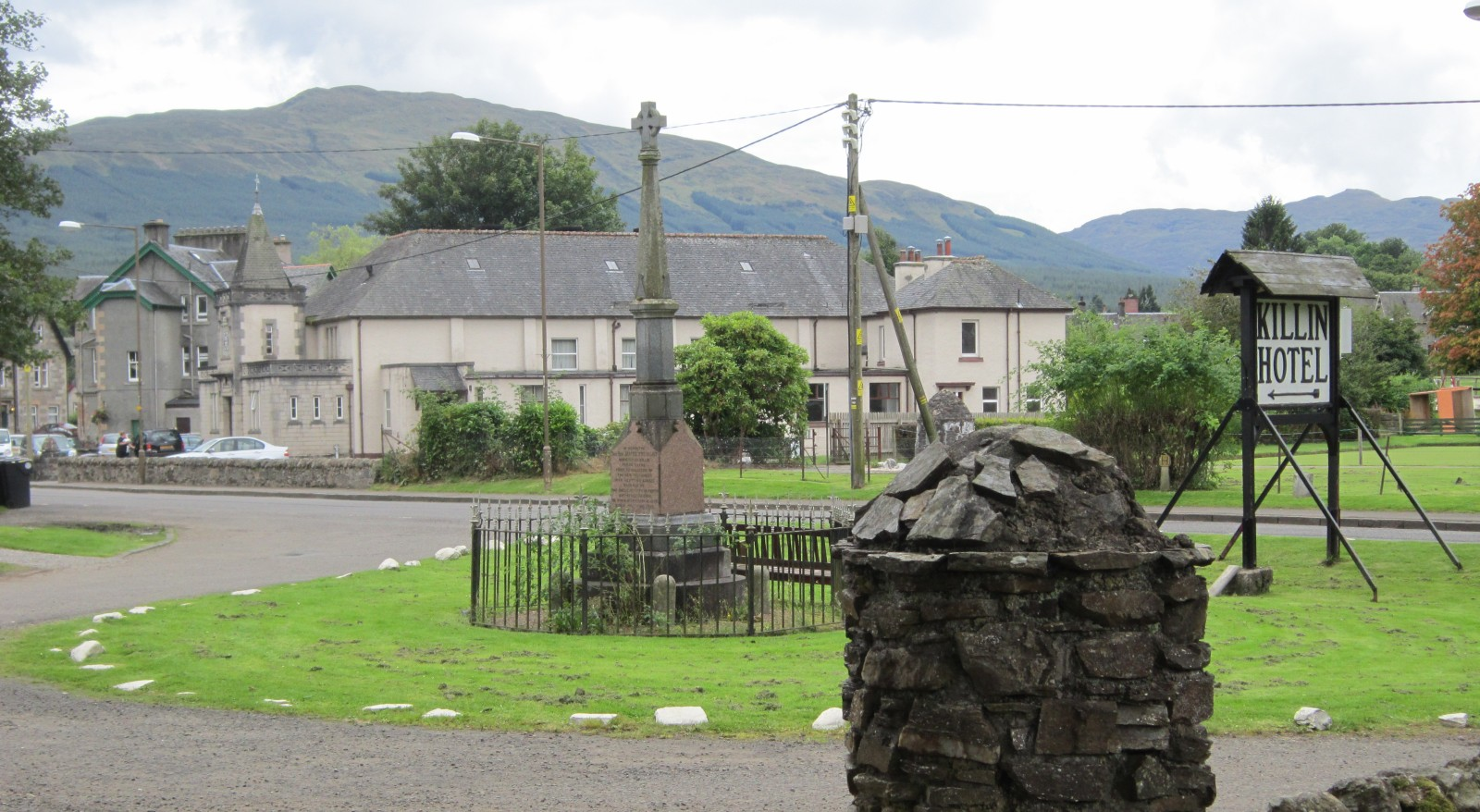
Stewart Memorial met McLaren Hall op de achtergrond.
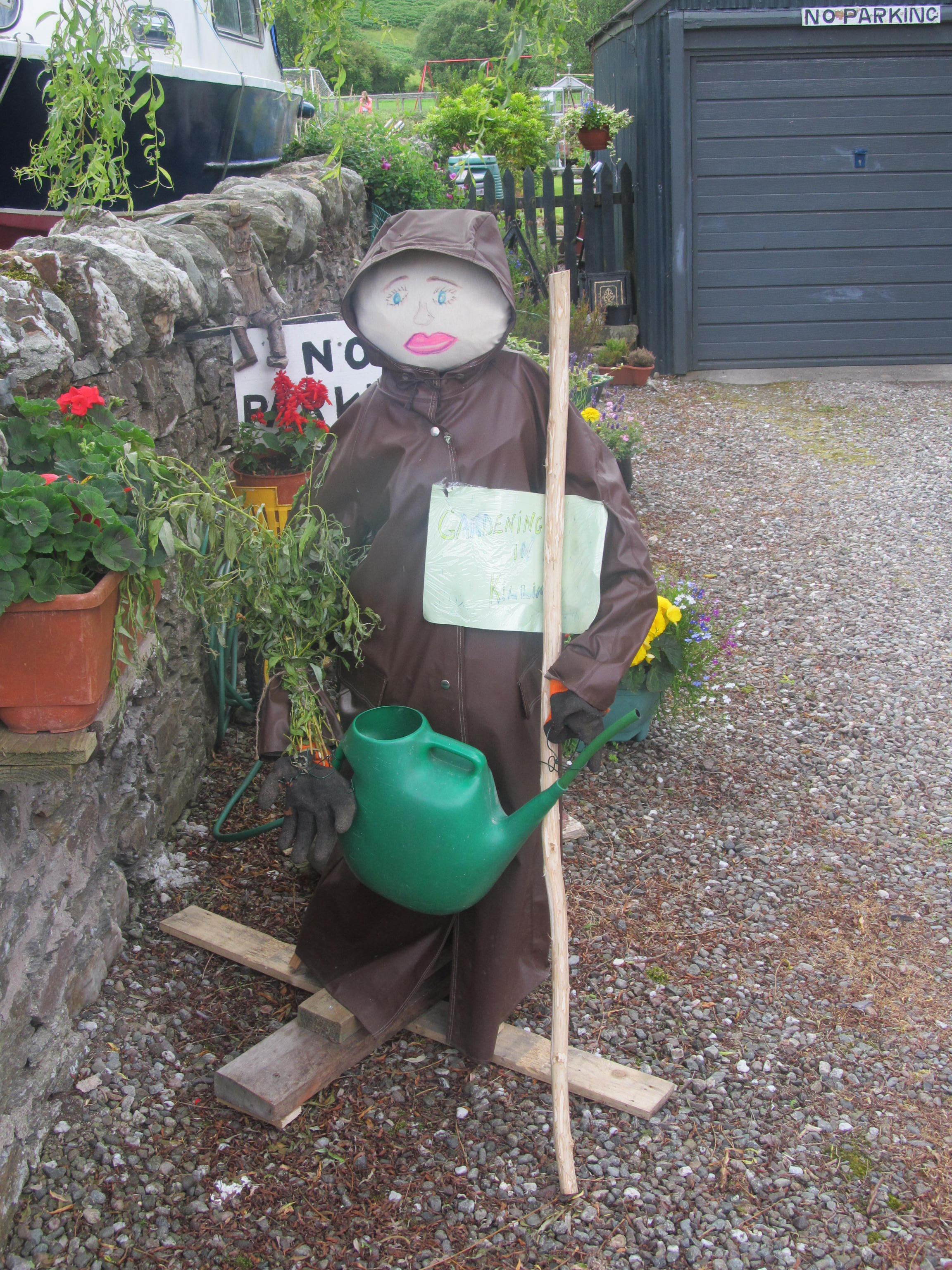
Een van de vele vogelverschrikkers in de hoofdstrat van Killin die deel uitmaken van het jaarlijkse Agricultural Festival.
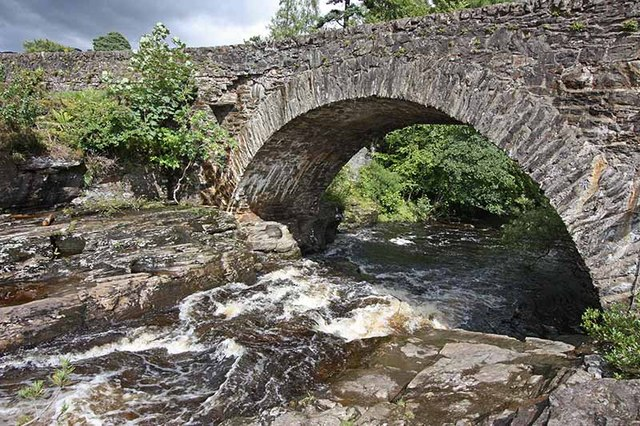
Falls of Dochart met de brug.
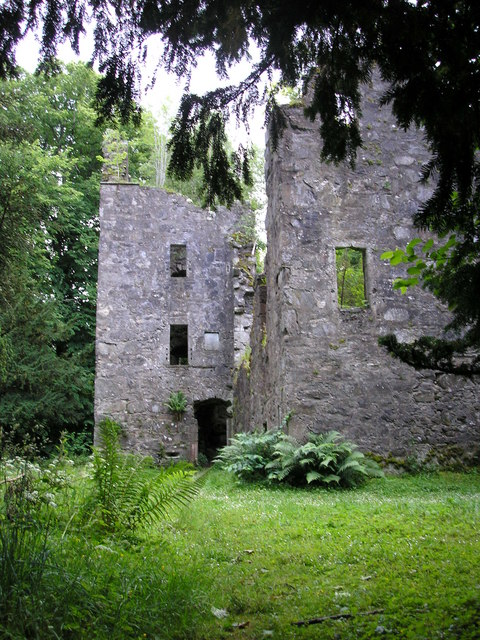
Finlarig Castle in Killin.